# Gornji Grad (plaats)
Gornji Grad is een plaats in Slovenië en maakt deel uit van de gemeente Gornji Grad in de NUTS-3-regio Savinjska. De plaats telde 1.016 inwoners op 1 januari 2020.